# Jonas Olsson
Jonas Olsson (ur. 10 marca 1983 w Landskronie) – szwedzki piłkarz występujący na pozycji obrońcy. Obecnie jest zawodnikiem klubu Djurgårdens IF.

## Kariera klubowa
Olsson zawodową karierę rozpoczynał w 2003 roku w klubie Landskrona BoIS. W Allsvenskan zadebiutował 5 kwietnia 2003 roku w wygranym 2:1 meczu z IFK Göteborg. 25 kwietnia 2004 roku w przegranym 1:2 spotkaniu z Trelleborgiem strzelił pierwszego gola w trakcie gry w Allsvenskan. W barwach Landskrony Olsson rozegrał w sumie 56 ligowych spotkań i zdobył 1 bramkę.
Latem 2005 roku Olsson trafił do holenderskiego NEC Nijmegen. W Eredivisie pierwsze spotkanie zaliczył 14 sierpnia 2005 roku przeciwko FC Utrecht (0:0). 9 grudnia 2006 roku w wygranym 2:0 pojedynku z FC Utrecht zdobył pierwszą bramkę w trakcie gry w Eredivisie. W ciągu 3 sezonów w barwach NEC zagrał 93 razy i strzelił 5 goli.
W sierpniu 2008 roku Olsson podpisał kontrakt z angielskim West Bromwich Albion. W Premier League zadebiutował 13 września 2008 roku w wygranym 3:2 meczu z West Hamem. 27 września 2008 roku w spotkaniu z Middlesbrough (1:0) strzelił swoją pierwszą bramkę w Premier League. W 2009 roku Olsson spadł z zespołem do Championship, ale po roku powrócił z nim do Premier League.

## Kariera reprezentacyjna
W reprezentacji Szwecji Olsson zadebiutował 29 maja 2010 roku w wygranym 4:2 towarzyskim meczu z Bośnią i Hercegowiną. W tamtym spotkaniu zdobył także 2 bramki.